# Albrecht Thaer
Albrecht Daniel Thaer (ur. 14 maja 1752 w Celle, zm. 26 października 1828 w Wriezen) – niemiecki agronom. 

## Życiorys
W 1806 roku w Möglin założył pierwszą wyższą szkołę rolniczą. Stworzył tzw. próchniczną teorię odżywania się roślin. Napisał słynne dzieło Poradnik gospodarski. Był propagatorem systemu płodozmiennego oraz uprawy ziemniaków. Pełnił funkcję profesora uniwersytetu w Berlinie.
Jego prawnukiem był śląski polityk Georg von Thaer.